# Џастин Четвин
Џастин Четвин (енгл. Justin Chatwin) је кандски глумац, рођен 31. октобра 1982. године у Нанајмоу, Британска Колумбија (Канада). Најпознатији је по улогама Робија Феријера у Спилберговом Рату светова, Ника Пауела у трилеру Невидљиви и Гокуа у Dragon Ball.

## Филмографија
| Улоге Џастина Четвина |              |               |                 |          |
| Година                | Српски назив | Изворни назив | Улога           | Напомена |
| 2001.                 |              |               | тинејџерски фан |          |
| 2002.                 |              |               |                 |          |
| 2004.                 |              |               | Мет Соулзби     |          |
| 2004.                 |              |               | Зак             |          |
| 2005.                 |              |               | Били            |          |
| 2005.                 | Рат светова  |               | Роби Феријер    |          |
| 2007.                 | Невидљиви    |               | Ник Пауел       |          |
| 2008.                 |              |               | Гоку            |          |